# Ailill mac Máta
Ailill mac Máta oder Ailill mac Mágach ['alʼiLʼ mak 'maːɣax] (zu kymrisch Ellyll, „der [ganz] Andere“, Bezeichnung für Elfen) ist der Name eines mythischen Königs in der Legende Táin Bó Cuailnge („Der Rinderraub von Cooley“) im Ulster-Zyklus der keltischen Mythologie Irlands.

## Mythologie
Ailill ist der König von Connacht und Bruder der Könige von Tara (Cairbre Nia-Fer) und Leinster. Als er Medb heiratet, bringt diese den Stier Findbennach mit in die Ehe. Der Stier will jedoch aus dem „Weiber-Besitz“ heraus und schließt sich Ailills Herde an. Die darüber gekränkte Königin streitet mit Ailill nun über den Wert ihrer Besitztümer, wobei der König auf seinen neuen Besitz, nämlich Findbennach, hinweisen kann. Daraufhin versucht Medb mit Hilfe ihres Boten Mac Roth, aus Ulster den Stier Donn Cuailnge auszuleihen. Als dies misslingt, überredet sie ihren Gatten zum Kriegszug gegen die Nachbarprovinz. In diesem weiteren Verlauf der Táin Bó Cuailnge spielt Ailill keine besondere Rolle mehr. Er duldet sogar die Beziehung zwischen Medb und Fergus mac Róich (die „Gunst der Schenkel der Königin“), um diesen für die Connachter zu gewinnen. Allerdings entwendet Ailill dem Nebenbuhler, während dieser mit Medb schläft, das Schwert, so dass dieser am nächsten Morgen mit einem (symbolischen) Holzschwert gegen Cú Chulainn zum Zweikampf antritt. Dies ist auch ein wichtiger Punkt in der Erzählung Táin Bó Flidhais („Das Wegtreiben von Flidais' Rindern“).
Auch in der Erzählung Echtrae Nerai („Neras Abenteuer“) ist Ailill nur eine Nebenfigur bei der Rettung des Königssitzes Cruachain vor einer Gefahr aus der Anderswelt. In Fled Bricrenn („Bricrius Fest“) versucht er vergeblich, einen Streit zwischen Cú Chulainn, Conall Cernach und Loegaire Buadach um den Heldenbissen zu schlichten. In Scéla mucce Meic Dathó („Die Geschichte von Mac Dathós Schwein“) ist sein Wagenlenker Fer Loga eine der Hauptfiguren, der sogar König Conchobar mac Nessa von Ulster in seine Gewalt bringen kann. In der Remscéla (Vorerzählung) Táin Bó Froích („Das Wegtreiben der Rinder Froechs“) will er den Krieger Froech, der seine Tochter Findabair zur Frau begehrt, durch eine Hinterlist töten.
Neben der bedeutenden Königin Medb, die den Krieg gegen Ulster provoziert und leitet, bleibt Ailill stets eine verblassende, schwache, unbedeutende Figur. Allerdings wird in der Táin Bó Cuailnge erzählt, dass Medb ihn nur deswegen ihren anderen Bewerbern, davon auch Conchobar mac Nessa, vorzog, weil er ohne Geiz, Eifersucht und Furcht sei. Ailill hat mit ihr sieben Söhne, Fedlimid, Cairbre, Eochaid, Fergus, Cet, Sin, Dáire und eine Tochter, Findabair. Eine zweite Tochter, Étaín, wird ihm in Tochmarc Étaíne („Die Werbung um Étaín“) zugeschrieben.